# Billie Jean King
Pour les articles homonymes, voir Moffitt, Jean et King.
Billie Jean King, née Billie Jean Moffitt le 22 novembre 1943 à Long Beach (Californie), est une joueuse de tennis américaine, dont la carrière s'étend de 1959 à 1983 en simple et jusqu'en 1990 en double.
Considérée comme l'une des plus grandes joueuses de tous les temps, King a remporté 129 titres, dont douze titres du Grand Chelem en simple. Elle s'est également illustrée en double dames et double mixte, pour un total de 39 titres du Grand Chelem (douze en simple, seize en double dames et onze en double mixte).
Numéro une mondiale en 1966, elle réalise le Petit Chelem six années plus tard, en 1972, lui permettant ainsi d'accomplir le Grand Chelem en carrière. King s'est particulièrement illustrée au tournoi de Wimbledon, qu'elle a remporté à six reprises en simple, dix fois en double dames, et quatre en double mixte, détenant ainsi, avec Martina Navrátilová, le record de vingt sacres dans le temple londonien.
Avec l'équipe des États-Unis, elle remporte la Fed Cup à quatre reprises, en 1963, 1966, 1967, 1973, et à quatre reprises en tant que capitaine, en 1977, 1978, 1979 et 1996.
King est tout autant connue pour son engagement en faveur de l'égalité des sexes et de la reconnaissance du sport féminin. En 1970, avec huit autres joueuses, les Original 9, elle a participé à la création du tout premier circuit professionnel de tennis féminin autonome. Très active durant sa carrière, elle fonde la Women's Tennis Association (WTA) en 1973, dont elle devient la première présidente. En septembre 2020, la Fed Cup est rebaptisée à son nom,.
Billie Jean King fait son entrée au International Tennis Hall of Fame en 1987.

## Carrière tennistique

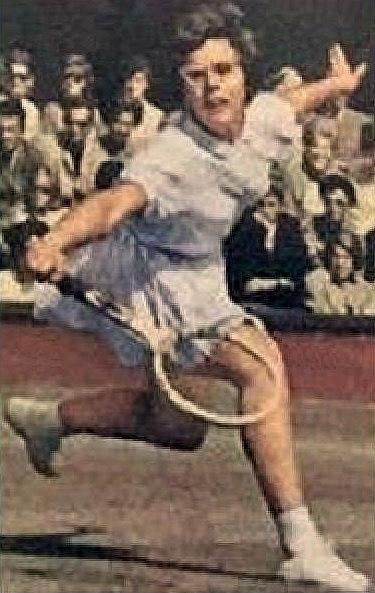
Billie Moffitt-King en 1969.

Billie Jean King a commencé sa carrière amateur à la fin des années 1950 (devenant professionnelle au début des années 1970) et s'est retirée du circuit WTA en 1983. Sa période de domination coïncide plus ou moins avec celle d'Evonne Goolagong et surtout de Margaret Court, avant la mainmise de Chris Evert à partir de 1974-1975.
En simple, Billie Jean King a gagné douze tournois du Grand Chelem dont quatre avant l'« ère Open », performance d'autant plus remarquable qu'elle a disputé les Internationaux d'Australie à seulement cinq occasions – et tout juste sept fois Roland Garros.
En double, elle totalise vingt-sept titres du Grand Chelem : seize en double dames, onze en double mixte. Soit, en additionnant ces victoires en simple et en double, elle a remporté un total de 39 titres majeurs,.
À égalité avec Martina Navrátilová, elle détient le record de victoires à Wimbledon, avec vingt trophées au total en simple, double dames et mixte.
Elle est l'une des dix joueuses à avoir gagné les quatre titres du Grand Chelem en simple.
En 1972, elle a réalisé le petit Chelem en simple, ne s'alignant pas à l'Open d'Australie.

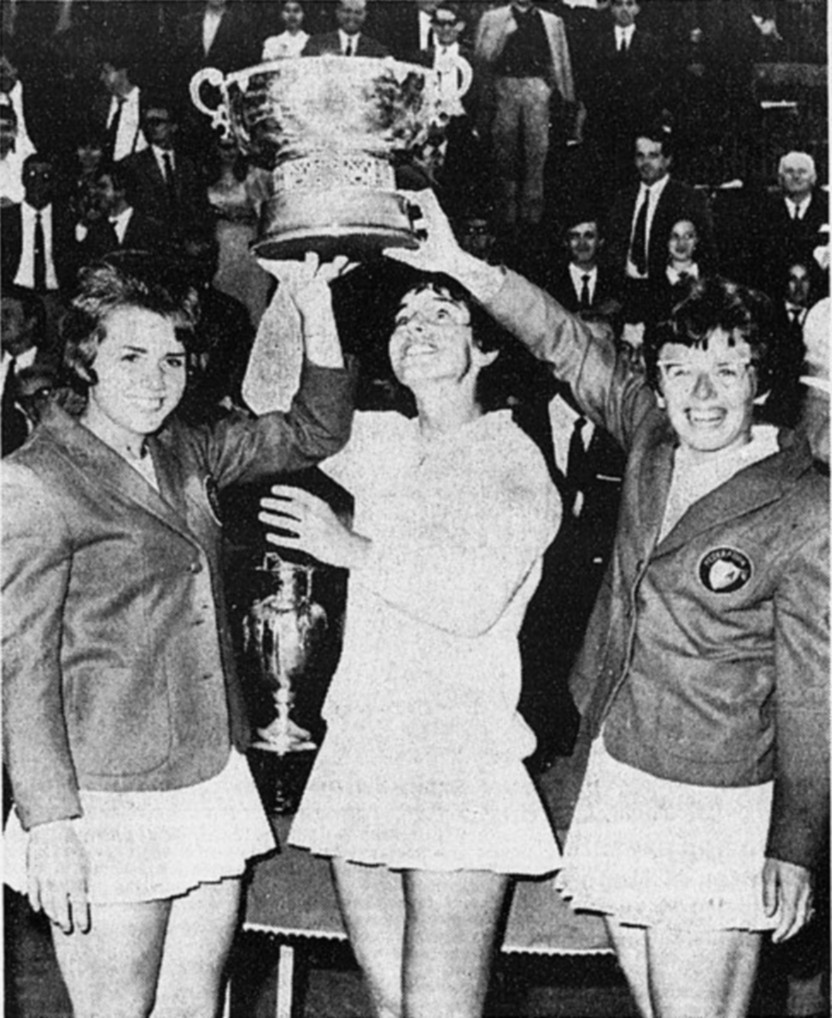
Billie Jean King (à droite) lors de la victoire américaine en Coupe de la Fédération en 1966.

Cinq fois numéro 1 mondiale en simple entre 1966 et 1974 et membre du top 10 pendant dix-sept années au total, elle a également été numéro une en double pendant douze saisons (un record), dont huit avec Rosie Casals.
Billie Jean King est aussi la joueuse la plus âgée à avoir remporté un tournoi en simple, en s'imposant au Classic de Birmingham en 1983.
Elle est la première athlète féminine, tous sports confondus, à avoir gagné plus de 100 000 $ en une seule saison (1971).
Arrêtant sa carrière en simple en 1983, elle continue à jouer en double en 1984 puis épisodiquement, à l'occasion de quatre tournois, jusqu'en mars 1990.
Après sa carrière de joueuse, elle organise le premier tournoi réservé exclusivement aux femmes. Pour défendre les joueuses et leur donner leur juste place, elle participe au lancement du magazine Women Sports. Elle fonde également la Women's Sport Foundation, destinée à encourager les futures générations de femmes sportives. Enfin, elle prend la direction de la Philadelphia Freedoms qui évolue en WTT (World Team Tennis). Elle reconnaît sans complexe être lesbienne et participe à la lutte contre le sida.
Du milieu des années 1990 à 2002, elle a été capitaine de l'équipe américaine de Fed Cup.
Elle est membre de l'International Tennis Hall of Fame depuis 1987. En 2005, les journalistes américains de Tennis Magazine l'ont élue au 9e rang des « quarante plus grands champions de tennis de ces quarante dernières années » (hommes et femmes confondus), derrière Rod Laver (8e) et devant Ivan Lendl (10e).
Le 28 août 2006, les organisateurs de l'US Open ont décidé de renommer le stade de Flushing Meadows en stade Billie Jean King.
Depuis plus de vingt ans, elle partage la vie d'Ilana Kloss, laquelle a également été sa partenaire de double au début des années 1980.
Elle reçoit en 2009 par nomination du président Barack Obama la plus haute distinction civile américaine, la médaille présidentielle de la Liberté. Par ailleurs, le président américain décide de l'intégrer dans la délégation officielle des États-Unis pour les Jeux olympiques d'hiver de 2014 à Sotchi. La présence de Billie Jean King sera la réponse des États-Unis aux lois homophobes promulguées en 2013 par le président russe Vladimir Poutine.

### La «bataille des sexes»

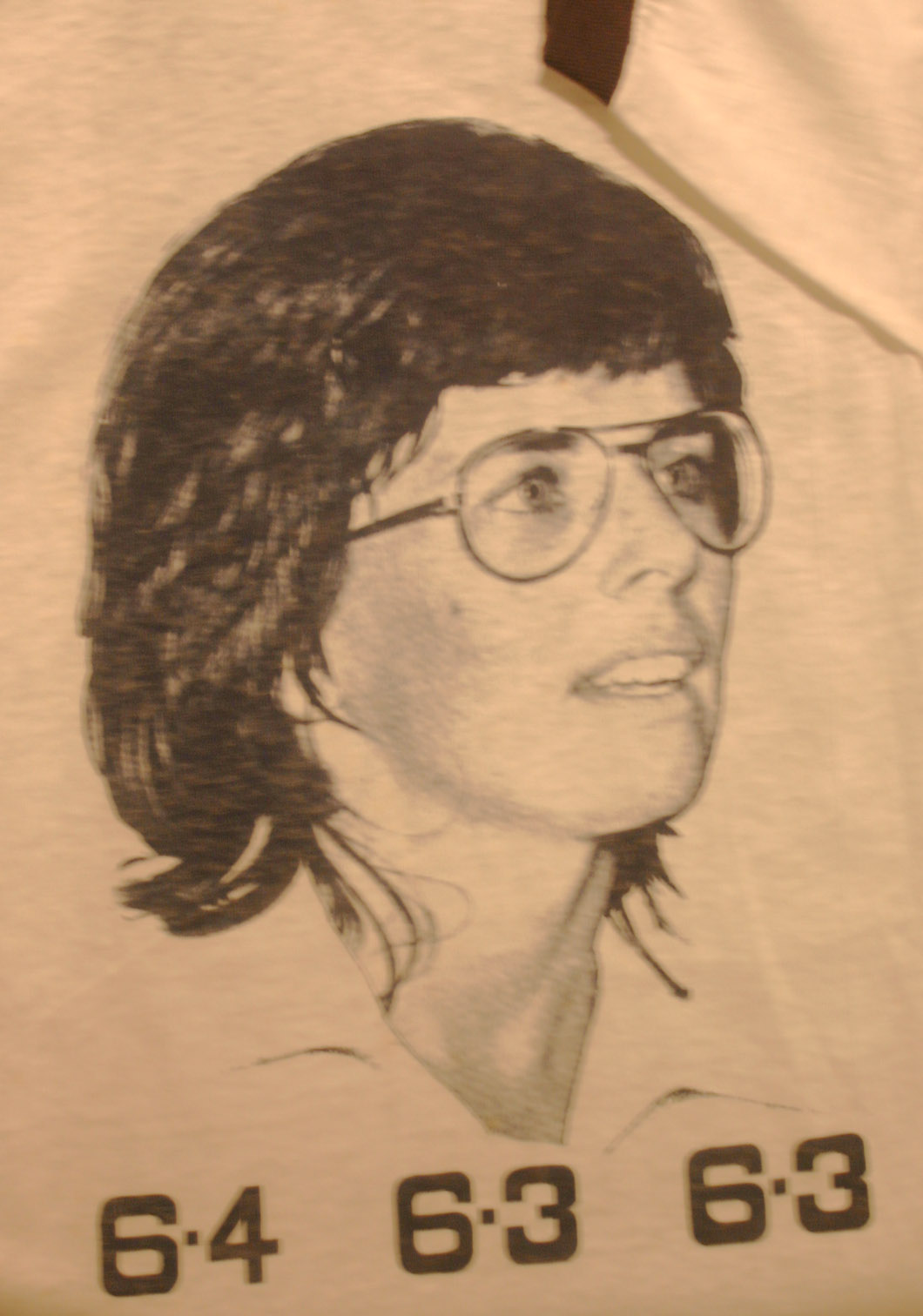
Billie Jean King avec le score de la « bataille des sexes ».

Outre ses remarquables performances dans les tournois du monde entier, Billie Jean King reste également célèbre pour sa victoire en 1973 contre Bobby Riggs, numéro un mondial au milieu des années 1940, alors âgé de cinquante-cinq ans.
En 1973, Bobby Riggs s'est reconverti avec succès dans les matchs exhibition. Volontiers machiste et provocateur, il a pour habitude de critiquer publiquement le tennis féminin, selon lui « inférieur à celui pratiqué par les hommes », et de clamer : « Aucune joueuse en activité ne pourrait jamais venir à bout d'un retraité ». Après avoir sèchement battu Margaret Court quelques mois plus tôt (6-2, 6-1), il met donc King au défi de le battre. King, la meilleure joueuse du moment, refuse initialement le duel, avant d'accepter à la suite de la défaite cuisante de Court. Sachant que l'impact en faveur de l'égalité homme-femme serait considérable en cas de victoire de sa part, Billie Jean King s'est finalement décidée à défier Riggs sur le court. Une somme de 100 000 $ avait été mise en jeu.
Le 20 septembre, à Houston, se tient donc la « bataille des sexes », colossal événement médiatique. Devant plus de trente mille spectateurs et cinquante millions de téléspectateurs estimés dans trente-sept pays, King l'emporte au meilleur des cinq manches (6-4, 6-3, 6-3), dans un match qui joua un grand rôle non seulement dans la reconnaissance du sport féminin, mais également du tennis comme sport majeur. En effet, l'année suivante les tournois masculins et féminins connurent la plus forte fréquentation jamais enregistrée et signèrent leurs premiers contrats de diffusions avec des chaînes de télévisions nationales aux États-Unis.
En 2001, pour une chaîne de télévision américaine, une comédie (When Billy Beat Bobby) relate l'évènement, avec Holly Hunter dans le rôle de King.
En 2017, le film Battle of the Sexes, réalisé par Jonathan Dayton et Valerie Faris, revient également sur cet événement, avec Emma Stone et Steve Carell incarnant respectivement Billie Jean King et Bobby Riggs ,.

## Défense des droits des femmes et des LGBT
D'abord mariée à l'avocat Larry King (en) (de 1965 à 1987), Billie Jean King réalise en 1968 qu'elle est attirée par les femmes. Durant son mariage, elle entretient une liaison avec son assistante, Marilyn Barnett, laquelle menace en 1981 de rendre publiques des lettres prouvant cette relation ; Billie Jean King finit alors par révéler son homosexualité, devenant la première sportive à faire un coming out.
Elle a utilisé sa notoriété pour défendre les droits des femmes et les droits LGBT. Sa participation à la bataille des sexes en 1973 s'inscrit dans cette logique. Elle a aussi participé à la création de la Women's Tennis Association et de la Women's Sports Foundation (en). Elle s'est aussi impliquée dans la Elton John AIDS Foundation (en).
Quand l’ère de l’US open a commencé, Billie Jean King fait campagne pour une égalité des prix dans les tournois des hommes et des femmes.
En 1971, son mari, Larry King, a l’idée de former un groupe de neuf joueuses avec le soutien financier de la fondatrice du « World Tennis Magazine », Gladys Heldman, et le parrainage du président de Virginia Slims, Joe Cullman. King devient la première athlète à gagner plus de 100 000 $ en prix. Cependant, les inégalités ont continué.
King remporte l’US Open en 1972, mais reçoit 15 000 $ de moins que le champion masculin, le Roumain Ilie Năstase. Elle déclare alors qu’elle ne jouerait pas l’année suivante si le prix n’était pas égal. L’US Open est devenu en 1973 le premier grand tournoi à offrir des prix égaux pour les hommes et les femmes.
King a dirigé les efforts des joueuses pour soutenir la première tournée professionnelle de tennis féminin dans les années 1970 appelée les Virginia Slims et fondée par Gladys Heldman et financée par Joseph Cullman de Philip Morris. Une fois que la tournée prend son envol, King a travaillé sans relâche pour la promouvoir bien que de nombreuses autres joueuses de haut niveau ne la soutiennent pas. « Pendant trois ans, nous avons eu deux tournées et à cause de leurs gouvernements Martina Navratilova et Olga Morozova ont dû jouer l'autre tournée. Chris Evert, Margaret Court, Virginia Wade, elles nous ont laissé faire le travail de pionnier et elles n'ont pas été très gentilles avec nous. Si vous revenez en arrière et regardez les anciennes citations ; elles jouaient pour l'amour du jeu, nous jouions pour l'argent. Quand nous avons eu du soutien et de l'argent, nous jouions tous ensemble — je me demande pourquoi ? J'ai essayé de ne pas m'énerver contre elles. Le pardon est important. Notre travail était d'avoir une seule voix et de les convaincre. »
En 1973, Billie Jean King devient la première présidente du syndicat des joueuses, la Women's Tennis Association. En 1974, elle fonde le magazine womenSports (en) avec son mari Larry King et Jim Jorgensen (en) et lance la Women's Sports Foundation. Toujours en 1974, World TeamTennis a commencé, fondé par Larry King, Dennis Murphy, Frank Barman et Jordan Kaiser. Elle devient commissaire de la ligue en 1982 et propriétaire majeure en 1984.
King est membre du conseil d'administration honoraire du Sports Museum of America, qui a ouvre ses portes en 2008. Le musée abrite le Billie Jean King International Women's Sports Center, un temple de la renommée et une exposition complète des sports féminins.
En 2009, Barack Obama lui remet la médaille présidentielle de la Liberté pour son combat en faveur des femmes et des homosexuels,.

## Distinctions
- En 1972, elle est la première femme désignée Personnalité sportive de l'année par l'hebdomadaire Sports Illustrated.
- En 1975, elle fait partie des personnalités de l'année selon Time Magazine parmi « Les Américaines ».
- Elle est inscrite au National Women's Hall of Fame.
- Le 12 août 2009, Barack Obama lui remet la médaille présidentielle de la Liberté, la plus haute récompense civile américaine, pour sa lutte pour les droits des femmes et des personnes LGBT[45].
- Le 3 juin 2022, à l'occasion du cinquantième anniversaire de sa victoire à Roland Garros en 1972, Emmanuel Macron lui remet la Légion d'honneur[46].

## Hors des courts
- En 2009, elle joue son propre rôle dans la série Ugly Betty (épisode 23 de la saison 3), dans lequel elle perd un match (sa partenaire lui réplique même : « Are you sure that you won six times Wimbledon? »).
- En 2016, elle joue son propre rôle dans l'épisode 14 de la 2e saison de la série Bienvenue chez les Huang (Fresh Off the Boat), où elle doit entrainer Emery, un jeune prodige du tennis.
- Elle est incarnée par Emma Stone dans le film Battle of the Sexes (2017), qui retrace son match contre Bobby Riggs.
- Elle joue son propre rôle dans l'épisode 2 de la quatrième saison de la série télévisée De celles qui osent (2020).

## Filmographie
- [vidéo][Production de télévision] « Duels d'Histoire : Billie Jean King vs Bobby Riggs », Olivier Carpentier (écriture et réalisation), Nicolas Brénéol (écriture et montage), Noémie Orphelin (narration) sur Arte, 2022, 12 min (consulté le 16 juin 2024)